# Селкерк, Джордж
Джордж Александер Селкерк (англ. George Alexander Selkirk; 4 января 1908, Хантсвилл, Онтарио — 19 января 1987, Форт-Лодердейл, Флорида) — американский бейсболист канадского происхождения, тренер и функционер. Играл на позиции аутфилдера. Выступал в Главной лиге бейсбола с 1934 по 1942 год в составе «Нью-Йорк Янкис». Пятикратный победитель Мировой серии. Дважды участвовал в Матче всех звёзд лиги. С 1962 по 1968 год занимал пост генерального менеджера клуба «Вашингтон Сенаторз». Член Зала бейсбольной славы Канады.

## Биография

### Ранние годы и начало карьеры
Джордж Селкерк родился 4 января 1908 года в Хантсвилле в Онтарио. Один из трёх детей в семье владельца похоронного бюро Джорджа Селкерка-старшего и его супруги Маргарет. После выхода главы семьи на пенсию они переехали в Рочестер. Там Селкерк учился в Технической школу, играл в бейсбол на позиции кэтчера, успешно занимался борьбой. Его игра привлекла внимание скаутов профессиональных клубов и весной 1927 года он подписал контракт с «Рочестер Трайб» из Международной лиги.
Из «Рочестера» Селкерка направили в команду Лиги Восточного побережья «Кембридж Кэннерс». Приехав на стадион перед началом матча, он перепутал раздевалки и вышел на поле в составе «Крисфилд Крабберс», которым требовался не кэтчер, а аутфилдер. Это выяснилось только после игры, между представителями клубов возник конфликт по этому поводу, но в итоге Селкерк остался в составе «Крабберс» до конца сезона. В следующем сезоне он стал игроком «Джерси-Сити Скитерз», за которых отыграл четыре года, окончательно сменив игровое амплуа. За характерную манеру бега Селкерк получил от журналиста Эрни Ланигана прозвище «Торопыжка» (англ. Twinkletoes), сопровождавшее его в течение всей последующей карьеры. Летом 1931 года Селкерк женился на медсестре Норме Мэй. В браке они прожили пятьдесят пять лет, у них родилась дочь.

### Нью-Йорк Янкис
В 1932 году его контракт был выкуплен клубом «Нью-Йорк Янкис». В течение двух лет Селкерк выступал за его дочерние команды из Торонто, Рочестера, Ньюарка и Колумбуса. В Главной лиге бейсбола он дебютировал в августе 1934 года, заменив в «Янкис» получившего тяжелые травмы Эрла Комбса. До конца регулярного чемпионата он отбивал с показателем 31,3 %. В феврале 1935 года команду покинул Бейб Рут и Селкерк занял его место в аутфилде, унаследовав и его игровой номер. В своём первом полноценном сезоне он отбивал с показателем 31,2 %, выбив одиннадцать хоум-ранов. По количеству набранных RBI он стал вторым в команде, уступив только Лу Геригу.
В сезоне 1936 года Селкерс стал одним из пяти игроков команды, набравших более ста RBI. Он лидировал по показателю отбивания среди правых аутфилдеров, заработал 94 уока. Впервые в карьере он сыграл в Матче всех звёзд лиги. «Янкис» уверенно победили в Американской лиге, а в Мировой серии в шести матчах обыграли «Нью-Йорк Джайентс». В финале Селкерк отбивал с показателем 33,3 %, выбив два хоум-рана. В 1937 году он сломал ключицу и пропустил половину регулярного чемпионата, но восстановился к финалу. Второй раз подряд «Янкис» обыграли «Джайентс», в пяти играх Мировой серии он набрал лучшие в команде шесть RBI.
В 1938 году Селкерка перевели на место левого аутфилдера. Часть сезона он пропустил из-за проблем с запястьем, осенью он сыграл в трёх матчах Мировой серии, которую «Янкис» выиграли у «Чикаго Кабс» со счётом 4:0. В сезоне 1939 года он избежал проблем со здоровьем, набрал более 100 RBI и заработал 103 уока. Второй раз его выбрали для участия в Матче всех звёзд. Селкерс принял участие во всех четырёх матчах Мировой серии против «Цинциннати Редс», выиграв с командой четвёртый подряд чемпионский титул.
Чемпионат 1940 года стал для Селкерка последним в роли игрока стартового состава. Он уступил место левого аутфилдера Чарли Келлеру. В сезоне 1941 года он в пятый раз выиграл Мировую серию, приняв участие в двух матчах финала против «Бруклин Доджерс». После окончания чемпионата 1942 года Селкерк был призван на военную службу, которую проходил на флоте в звании энсина, был инструктором по стрельбе. В расположение «Янкис» он вернулся весной 1946 года, но был отчислен ещё до начала предсезонных сборов. Его общий показатель отбивания за девять лет карьеры в клубе составил 29,0 %, он выбил 108 хоум-ранов и набрал 576 RBI.

### Дальнейшая карьера
С 1946 по 1952 год Селкерк тренировал команды, входившие в фарм-систему «Янкис». Структуру клуба он покинул из-за разногласий с руководством нью-йоркцев, без согласования с ним забравшего в основной состав Энди Кери и Боба Серва. В течение следующих четырёх лет Селкерк возглавлял «Толидо Сокс» и «Уичито Брэйвз», фарм-команды «Милуоки Брэйвз» уровня AAA-лиги.
С 1957 по 1961 год он занимал пост директора по персоналу в «Канзас-Сити Атлетикс», затем работал в «Балтиморе». В 1962 году его назначили на должность генерального менеджера вступившего в лигу клуба «Вашингтон Сенаторз». На этом месте Селкерк работал до конца сезона 1968 года и был уволен после смены владельца команды.
После выхода на пенсию Селкерк с супругой поселились в Форт-Лодердейле во Флориде. В 1983 году его избрали в Зал бейсбольной славы Канады. Он скончался 19 января 1987 года после продолжительной болезни в возрасте 79 лет.